# Ostermarsch
Ostermarsch is een gehucht in, tevens stadsdeel van, de Duitse gemeente Norden, deelstaat Nedersaksen.
De plaats ligt vlak aan de Waddenzee aan de overkant van het eiland Norderney. Het, niet zeer belangrijke,  gehucht ligt in oud polderland, dat in de loop der eeuwen diverse malen overstroomd en later weer ingepolderd werd. Het bestaat geheel uit boerenland: in het noorden vooral akkerland, meer zuidelijk vooral weiland. In het gebied liggen enige oude Warften, waarvan er twee, Sieltog en Süderhus, wellicht meer dan duizend jaar oud zijn. 

Ligging van Ostermarsch in de gemeente Norden
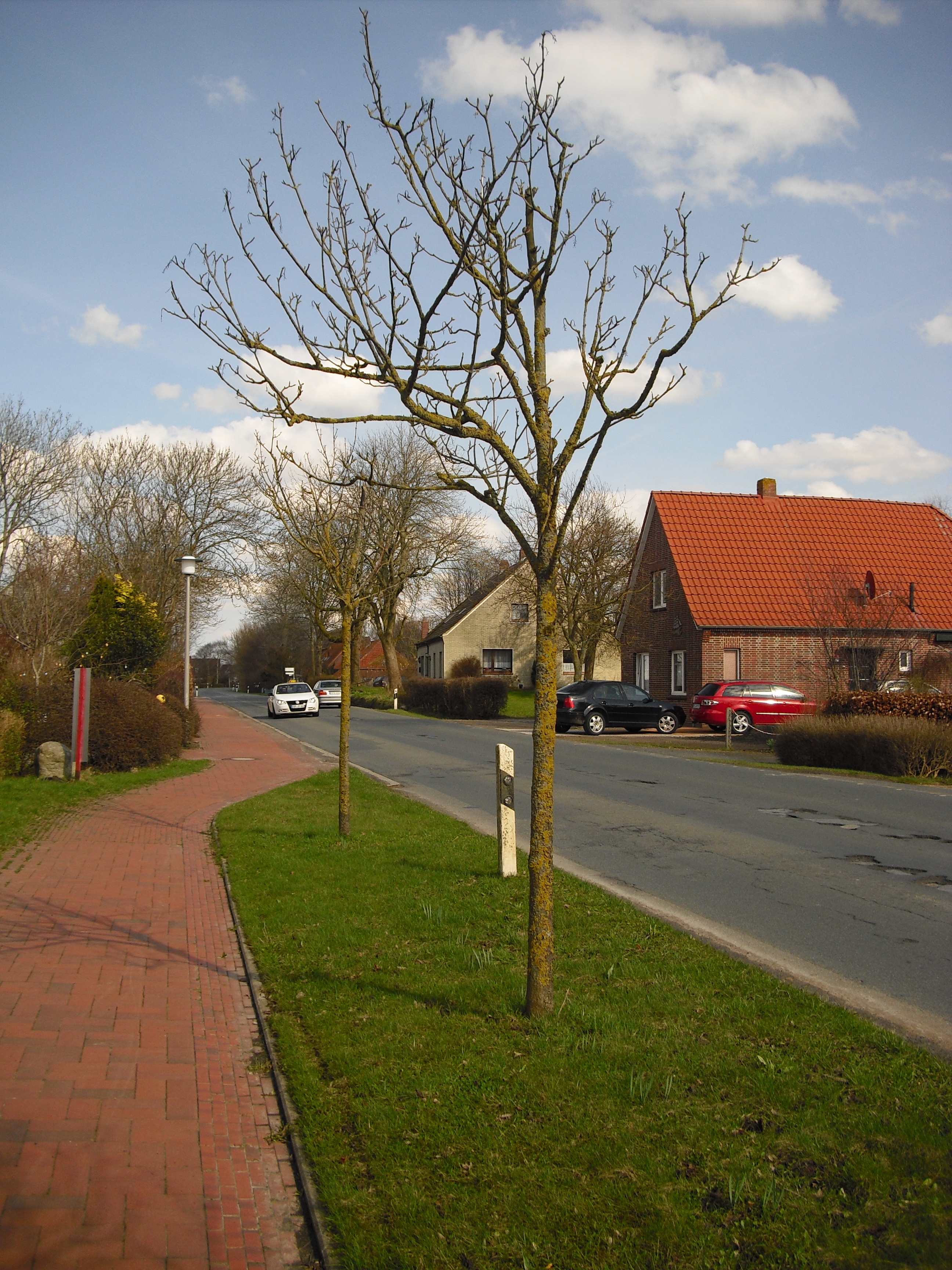
De Hauptstraße in Ostermarsch